# رامین مظهر
رامین مظهر (متولد ۱۳۷۴) شاعر، خبرنگار، و روزنامه‌نگار اهل افغانستان است. او دانش‌آموختهٔ رشتهٔ زبان و ادبیات فارسی از دانشگاه کابل است. شهرت وی بیشتر برای سرودن ترانه‌ای با عنوان «می‌بوسمت در بین طالب‌ها نمی‌ترسی» با صدای غوغا تابان است.

## محتوای اشعار
شعرهای رامین مظهر بیانگر نسلی است که قربانی جنگ و استبداد دینی شده‌اند. او در گفتگو با بی‌بی‌سی فارسی می‌گوید: من اینجا هستم تا گواهی دهم بر انسان زمانه من چه گذشت. روزنامه هشت صبح نوشته است شعر رامین فراخوانی برای عمل‌گرایی است و خواننده انگیزه می‌دهد که علیه طالبانی شدن وضعیت قیام کند. نیویورک تایمز نیز نوشته شعر مظهر در موازات با فعالیت روشن‌گرایانه سیاسی‌اش حرکت می‌کند.
میترا فردوسی در مقاله‌ای در نشریهٔ وزن دنیا به نقد اشعار مظهر پرداخته است. او معتقد است صدای اعتراضی که از گوشه‌گوشه بلند است در شعر او شنیده می‌شود و جاهایی را که این صداها خفه می‌شوند نشان می‌دهد و درعین‌حال می‌کوشد نشان دهد که برای یک جوان در مسیر پوست‌اندازی اجتماعی و فرهنگی، تنها دلزدگی و استیصال در انتظار است.

## اجرای اشعار
- می‌بوسمت - اجرای غوغا تابان
- زمستان است - اجرای حسن آذرمهر
- سقوط - اجرای مسعود حسن‌زاده
- رقص - اجرای غوغا تابان
- کیستی؟ - اجرای غوغا تابان
- بیک کوچک - اجرای غوغا تابان

## جوایز
رامین مظهر خبرنگار افغانستان اینترنشنال، جایز خبرنگار سال افغانستان (۱۴۰۳) را به‌دست آورد.